# Zoološki vrt i akvarij grada Osijeka
Zoološki vrt i akvarij grada Osijeka najveći je zoološki vrt u Hrvatskoj, prostire se na 11 hektara. U njemu živi više od 100 vrsta životinja. Žirafe, afrički divlji psi, lavovi i tigrovi imaju neke od najvećih nastamba za njih u Europi. 
Osječki zoološki vrt smješten je na lijevoj obali rijeke Drave, odvojen od grada i buke, pun zelenila i svježeg zraka, što ga čini pravim mjestom za miran život životinja, te odmor i opuštanje čovjeka. Nastao je 1955. godine. U svojih se 50 godina postojanja odlikovao veličinom svog prostora, kao i brojem svojih životinja. Nijedan drugi zoološki vrt u Hrvatskoj ne može se pohvaliti tolikom veličinom vanjskog prostora na kojem borave životinje. Životinjama se nastoji omogućiti što više prirodnog okoliša, od travnatih prostranstava, visoke trave za odmor i skrivanje mladunčadi, pravljenja gnijezda, do šumaraka u čijoj se hladovini životinje mogu sakriti od sunca u ljetnim mjesecima. Pravila o organizaciji u poslovanju osječkog zoološkog vrta od 8. kolovoza 1955. godine donose: I. Osnovne odredbe, II. Imovinu ustanove, III. Organe upravljanja, IV. Organizaciju poslovanja, V. Sistematizaciju radnih mjesta, VI. Odredbe o poslovanju i VII. Fondove (financijske). U Pravilima je jasno navedena javna i prosvjetna svrha ZOO-vrta (čl.2) te su načelno opisani poslovanje i stručni zadaci ustanove (čl.5).  U razdoblju od 1955. do 1962. godine direktor vrta bio je Ivan Bulant, od 1962. do 1965. godine Stanko Grozdanić, a od 1965. godine Rudolf Kern. Osječki zoološki vrt je kao samostalna ustanova djelovao do 1966. godine, kada je ušao u sastav Komunalnog poduzeća Osijek, današnjeg Unikoma.
U vrtu boravi osamdesetak životinjskih vrsta, a u akvariju dvadesetak. Vrt uzdržava 650-ak jedinka i godišnje ga posjeti stotinjak tisuća posjetitelja. Vrt je otvoren za posjetitelje od 9 h do 20 h.

## Vanjske poveznice
- Službena stranica Zoološkog vrta u Osijeku
- Galerija zoološkog vrta
- Pohvale Vrta[neaktivna poveznica]